# Jonas Fraenckel
Jonas Fraenckel (geb. 19. Januar 1773 in Breslau; gest. 27. Januar 1846 ebenda) war ein schlesischer Bankier, Kommerzienrat und Philanthrop. Er gründete zahlreiche Stiftungen und wohltätige Einrichtungen in Breslau.

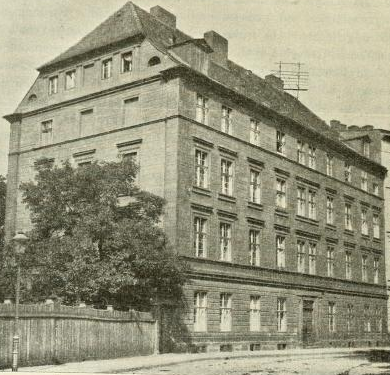
Das Jüdisch-Theologische Seminar in Breslau (vor 1904)

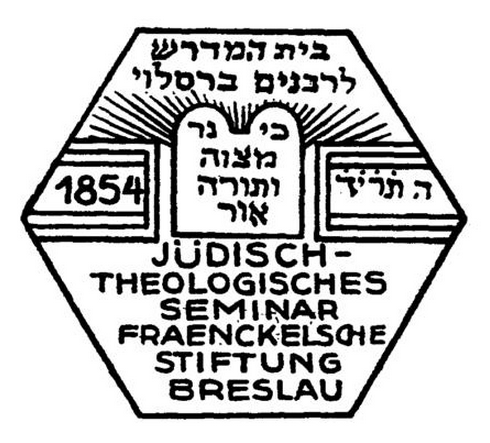
Logo seit 1928, mit dem (hebräischen) Motto Denn das Gebot ist eine Leuchte und das Gesetz ein Licht (Sprüche 6:23)

## Leben
Fraenckel war der Sohn von Joel Wolf und der Enkel von Rabbiner David Fränkel. Dank seines großen kaufmännischen Geschicks stieg er von extremer Armut zu Wohlstand auf und wurde einer der führenden Bankiers von Breslau. Als Anerkennung für seine Dienste zur Förderung von Wirtschaft und Handel verlieh ihm die preußische Regierung den Titel Kommerzienrat.
Neben seinen kaufmännischen Aktivitäten zeichnete sich Fraenckel auch als Wohltäter aus. Er war der Stifter des israelitischen Hospitals, welchem ein Waisenhaus, ein Beth Midrasch und eine Synagoge angegliedert wurden. Zudem stiftete er das Jüdisch-theologische Seminar in Breslau (eigentlich Jüdisch-Theologisches Seminar Fraenckel’sche Stiftung), das 1854 eingeweiht wurde und ursprünglich aus den drei Abteilungen Rabbinerabteilung, Vorbereitungskurs (Präparandie) für Studierende mit Sekundareife und der Lehrerabteilung bestand, und dem 1931 von der preußischen Regierung gestattet worden war, den Zusatz „Hochschule für jüdische Theologie“ zu führen. An dem ersten modernen Rabbinerseminar in Mitteleuropa wurden die meisten der führenden jüdischen Gelehrten der 2. Hälfte des 19. Jahrhunderts ausgebildet, und es diente als Vorbild für ähnliche Einrichtungen in Europa und den Vereinigten Staaten.